# Armando Navarrete
Armando Navarrete García (ur. 22 listopada 1980 w Jaconie) – meksykański piłkarz występujący na pozycji bramkarza, obecnie zawodnik Atlante.

## Kariera klubowa
Navarrete jest wychowankiem zespołu Club Atlas z siedzibą w mieście Guadalajara. W meksykańskiej Primera División zadebiutował za kadencji szkoleniowca Eduardo Solariego, 8 września 2001 w wygranej 3:1 konfrontacji z Pueblą, kiedy to zmienił w przerwie meczu pierwszego bramkarza drużyny, Erubeya Cabuto. Miejsce między słupkami wywalczył sobie dopiero przed sezonem 2002/2003, kiedy to Cabuto odszedł z klubu, jednak już pół roku później powrócił na ławkę rezerwowych za sprawą utalentowanego Jesúsa Corony.
W rozgrywkach 2003/2004 Navarrete reprezentował barwy Deportivo Toluca, natomiast w sezonie 2004/2005 był piłkarzem Tiburones Rojos de Veracruz. W obydwóch klubach pozostawał jedynie drugim golkiperem, ustępując odpowiednio Hernánowi Cristante i Jorge Bernalowi. Później powrócił do Atlasu, występując w ostatnich siedmiu meczach fazy Apertura 2005.
Wiosną 2006 Navarrete został zawodnikiem jednej z najbardziej utytułowanych drużyn w Meksyku, stołecznego Club América, po fiasku negocjacji z Cirilo Saucedo. Nie licząc krótkiego epizodu w drugoligowym CD Zacatepec, przez ponad pięć lat pozostawał rezerwowym dla reprezentanta Meksyku, Guillermo Ochoi. Dopiero przed sezonem 2011/2012, po odejściu z klubu Ochoi, Navarrete został pierwszym golkiperem Amériki. Nie spełnił jednak pokładanych w nim oczekiwań i po pół roku na zasadzie wypożyczenia zasilił ekipę Atlante FC. W zamian graczem Amériki został dotychczasowy bramkarz Atlante, Moisés Muñoz.
| Sezon     | Klub                        | Kraj   | Rozgrywki        | Mecze | Bramki |
| --------- | --------------------------- | ------ | ---------------- | ----- | ------ |
| 2001/2002 | Club Atlas                  | Meksyk | Primera División | 6     | 0      |
| 2002/2003 | Club Atlas                  | Meksyk | Primera División | 23    | 0      |
| 2003/2004 | Deportivo Toluca            | Meksyk | Primera División | 4     | 0      |
| 2004/2005 | Tiburones Rojos de Veracruz | Meksyk | Primera División | 6     | 0      |
| 2005/2006 | Club Atlas                  | Meksyk | Primera División | 7     | 0      |
| 2005/2006 | Club América                | Meksyk | Primera División | 5     | 0      |
| 2006/2007 | CD Zacatepec                | Meksyk | Liga de Ascenso  | 2     | 0      |
| 2006/2007 | Club América                | Meksyk | Primera División | 2     | 0      |
| 2007/2008 | Club América                | Meksyk | Primera División | 10    | 0      |
| 2008/2009 | Club América                | Meksyk | Primera División | 2     | 0      |
| 2009/2010 | Club América                | Meksyk | Primera División | 10    | 0      |
| 2010/2011 | Club América                | Meksyk | Primera División | 2     | 0      |
| 2011/2012 | Club América                | Meksyk | Primera División | 17    | 0      |
| 2011/2012 | Atlante FC                  | Meksyk | Primera División |       |        |